# Els jocs de la fam: L'ocell de la revolta - Part 2
Els jocs de la fam: L'ocell de la revolta - Part 2 (títol original en anglès, The Hunger Games: Mockingjay – Part 2) és una pel·lícula estatunidenca de ciència-ficció distòpica dirigida per Francis Lawrence. És el quart dels llargmetratges de la sèrie d'Els jocs de la fam, i el segon dels dos films basats en la novel·la L'ocell de la revolta, l'últim llibre de la trilogia d'Els jocs de la fam escrita per Suzanne Collins. La pel·lícula, estrenada el 20 de novembre del 2015 als Estats Units, continua la trama de The Hunger Games: Mockingjay – Part 1. S'ha subtitulat al català.
Mockingjay – Part 2 va recaptar 102 milions de dòlars als EUA el primer cap de setmana, la sisena millor estrena del 2015. Arreu del món va aconseguir més de 658 milions de dòlars, cosa que la va convertir en un èxit comercial i en la novena pel·lícula més taquillera de l'any. La crítica va valorar el film positivament, especialment les interpretacions de Lawrence, Hutcherson i Sutherland, el guió, la banda sonora i les escenes d'acció, tot i que es va criticar la decisió de partir la novel·la en dues parts. Fou nominat als Premis Saturn, als Premis Empire i als Premis de la Crítica Cinematogràfica.

## Argument
Després de ser atacada per en Peeta Mellark, torturat pel Capitoli, la Katniss Everdeen participa en un atac a l'armeria del Capitoli del Districte 2. Un ciutadà l'hi dispara, però se salva gràcies al vestit antibales. La presidenta Coin no vol que la Katniss s'afegeixi a l'esquadró que s'ha d'infiltrar al Capitoli, però gràcies a la Johanna es pot unir discretament a l'equip, on hi ha en Gale, en Finnick i en Peeta, que no està del tot recuperat.

## Repartiment
- Jennifer Lawrence com a Katniss Everdeen
- Josh Hutcherson com a Peeta Mellark
- Liam Hemsworth com a Gale Hawthorne
- Woody Harrelson com a Haymitch Abernathy
- Elizabeth Banks com a Effie Trinket
- Julianne Moore com a Presidenta Alma Coin
- Philip Seymour Hoffman com a Plutarch Heavensbee
- Jeffrey Wright com a Beetee
- Stanley Tucci com a Caesar Flickerman
- Donald Sutherland com a President Snow
- Willow Shields com a Primrose Everdeen
- Sam Claflin com a Finnick Odair
- Jena Malone com a Johanna Mason
- Stef Dawson com a Annie Cresta
- Mahershala Ali com a Boggs
- Natalie Dormer com a Cressida
- Wes Chatham com a Castor
- Michelle Forbes com a Liutenant Jackson
- Elden Henson com a Pollux
- Patina Miller com a Commander Paylor
- Evan Ross com a Messalla
- Omid Abtahi com a Homes